# كاريليا الجنوبية
كاريليا الجنوبية (بالفنلندية: Etelä-Karjala) (بالسويدية: Södra Karelen) إقليم فنلندي.
سُميت بطريقة ما نسبة إلى الموقع الجغرافي لمنطقة كاريليا التاريخية، الموجودة حالية بين فنلندا، و‌روسيا.
بلغ الناتج المحلي الإجمالي للإقليم سنة 2001 3066 مليون يورو.